# 柏原市立堅下北小学校
柏原市立堅下北小学校（かしわらしりつ かたしもきたしょうがっこう）は、大阪府柏原市法善寺4丁目にある公立小学校。

## 沿革
- 1974年（昭和49年）4月1日 - 柏原市立堅下小学校から分離して開校。

## 通学区域
- 山ノ井町、法善寺1丁目のうち9番～13番、法善寺2丁目のうち11番のうち3号・4号・5号、法善寺2丁目のうち12番のうち1号～20号13番・14番・15番、法善寺3・4丁目[1]

※卒業後は基本的に柏原市立堅下北中学校に進学する。